# Diseworth
Diseworth è un villaggio nella contea inglese del Leicestershire. Si trova a sud dell'aeroporto di East Midlands e all'uscita 23A dell'autostrada M1.
Popolato da circa 670 abitanti, si trova a 14 km a nord-ovest di Loughborough e 2,5 km a sud-est di Castle Donington. Al censimento del 2011 la popolazione era inclusa nella parrocchia civile di Long Whatton e Diseworth. L'insediamento si trova nella parrocchia di Long Whatton e Diseworth, e si trova all'interno di un paesaggio agricolo ondulato e occupa una valle poco profonda creata dal Diseworth Brook mentre scorre verso est prima di diventare Long Whatton Brook e procedere alla sua confluenza con il fiume Soar.
Le quattro strade principali del villaggio - Grimes Gate, Hall Gate, Clements Gate e Lady Gate - si incontrano a The Cross; un incrocio sfalsato vicino alla Chiesa di San Michele e tutti gli angeli. Page Lane corre parallela a Lady Gate. Il Green che corre lungo il bordo meridionale dell'insediamento dà accesso a Hall Gate - attraverso The Bowley - e a Lady Gate. Diseworth Brook scorre a sud di Hall Gate ed è unito da affluenti a est di Shakespear Close e vicino a Town End.
Il famoso astrologo e occultista William Lilly nacque a Diseworth il 1 maggio 1602.

## Storia
Le prove archeologiche dimostrano che il sito di Diseworth era abitato nei periodi romano, sassone e vichingo. La sua posizione in una valle riparata vicino al ruscello è un classico scenario di insediamento precoce e sviluppo di fattorie. Diseworth ha avuto molte varianti sul suo nome, ma quasi sempre con il suffisso "worth" (valore), che significa insediamento chiuso.
Al tempo della conquista normanna, Diseworth era sufficientemente importante da costituire un premio a un cavaliere normanno e apparire nel Domesday Book. William Lovett deteneva circa 360 acri a Diseworth, anche se il suo mandato non durò a lungo.
All'inizio del XII secolo, la terra intorno a Diseworth era detenuta dai Conti di Leicester e Chester e da Robert de Ferrers. Molte controversie sulla proprietà della terra si susseguirono nel periodo fino alla fine del XV secolo, quando, nel 1487, la tenuta fu dichiarata proprietà di Sir Henry Colet.
Il vicino Priorato di Langley aveva esercitato un notevole controllo sulla chiesa parrocchiale e sugli abitanti del villaggio, molti dei quali lavoravano per le suore. I benefattori che hanno donato la terra al Priorato spesso hanno scelto la terra a Diseworth. Poco prima dello scioglimento del Priorato, insieme ad altre proprietà religiose e terreni in Inghilterra, Margaret Beaufort, madre di Enrico VII, acquistò una parte considerevole del villaggio per fondare quello che divenne il Christ's College di Cambridge.
Per i successivi cinquecento anni Diseworth fu dominata dai proprietari della tenuta di Langley Priory e del Christ's College, e vide gli abitanti del villaggio pagare l'affitto ai reverendi gentiluomini di Cristo o ai nuovi proprietari di Langley: prima i Grays, poi i Cheslyn e poi gli Shakepears. Il college ha venduto la propria partecipazione a Diseworth nel 1920, ma rimangono alcune fattorie e case ancora in possesso dei proprietari.
Oggi, Diseworth è ancora nota per avere diverse fattorie attive contenute all'interno del villaggio stesso, sebbene la sua vicinanza all'aeroporto di East Midlands sia un costante promemoria che la sua futura prosperità dipende anche dal commercio generato dalla sua posizione nel corridoio M1, vicino a Derby, Nottingham e Leicester.